# Angel (tv-serie)
 For alternative betydninger, se Angel (flertydig). (Se også artikler, som begynder med Angel)
Angel er en tv-serie om en vampyr med en sjæl, der forsøger at gøre bod på sine ugerninger fra sin tid som vampyr uden sjæl ved at bekæmpe dæmoner og andre vampyrer i Los Angeles i USA. Serien er et spin-off af tv-serien Buffy the Vampire Slayer, hvor Angel i den serie var Buffys kæreste.
I hovedrollen som Angel ses skuespilleren David Boreanaz.

## Øvrige roller i serien
- Charisma Carpenter som Cordelia Chase
- Glenn Quinn som Allen Francis Doyle
- Alexis Denisof som Wesley Wyndam-Pryce
- J. August Richards som Charles Gunn
- Andy Hallett som Lorne
- Vincent Kartheiser som Connor
- Amy Acker som Winifred "Fred" Burkle/Illyria
- Mercedes Alicia McNab som Harmony Kendall
- James Marsters som Spike
- Eliza Dushku som Faith
- Julie Benz som Darla
- Stephanie Romanov som Lilah Morgan
- Elisabeth Rohm som Kate Lockley
- Christian Kane som Lindsey McDonald

## Handling
Angel er udgivet i fem sæsoner, der alle fortæller om, hvordan Angel og hans omverden udvikler sig på godt og ondt.
Der kommer hele tiden nye problemer, som skal redes ud og gamle minder/problemstillinger, der skal ryddes op i. Samtidig skal Angel og hans hold kæmpe med verdenens undergang, sønner og døtre der ikke lige vil gøre, som forældrene vil det, samt advokatfirmaet Wollfram and Hart.
Dæmonverdenen er en hård omgang, der kræver en hård kamp.